# Nikołaj Nowikow (dyplomata)
Nikołaj Wasiljewicz Nowikow (ros. Николай Васильевич Новиков, ur. 1903, zm. 1989) – radziecki dyplomata.

## Życiorys
Członek WKP(b), 1941-1943 kierownik Wydziału IV Europejskiego Ludowego Komisariatu Spraw Zagranicznych ZSRR, od 14 października 1943 do 16 listopada 1944 ambasador nadzwyczajny i pełnomocny ZSRR w Egipcie, od 12 listopada 1943 do 11 grudnia 1945 ambasador nadzwyczajny i pełnomocny ZSRR w Grecji. Od 11 kwietnia 1946 do 25 października 1947 ambasador nadzwyczajny i pełnomocny ZSRR w USA.